# Alexander Erler
Alexander Erler (Innsbruck, 27 oktober 1997) is een Oostenrijks tennisser.

## Carrière
Erler werd prof in 2015 maar moest wachten tot in 2021 om zijn eerste challenger te winnen. Hij won er meteen twee aan de zijde van landgenoot Lucas Miedler. Hij won in 2021 ook zijn eerste ATP-finale op de ATP Kitzbühel samen met Miedler. In 2022 won hij vijf challengers en een ATP-toernooi op de ATP Wenen.

## Palmares
| Legenda                       | Legenda               |
| ----------------------------- | --------------------- |
| Grand Slam                    |                       |
| Olympische Spelen             |                       |
| tot 2009                      | vanaf 2009            |
| Tennis Masters Cup            | ATP Finals            |
| ATP Masters Series            | ATP Tour Masters 1000 |
| ATP International Series Gold | ATP Tour 500          |
| ATP International Series      | ATP Tour 250          |

### Dubbelspel
| Nr.                              | Datum             | Toernooi           | Ondergrond    | Partner       | Tegenstander in finale                  | Score             | Details |
| -------------------------------- | ----------------- | ------------------ | ------------- | ------------- | --------------------------------------- | ----------------- | ------- |
| gewonnen finales herendubbelspel |                   |                    |               |               |                                         |                   |         |
| 1.                               | 31 juli 2021      | ATP Kitzbühel (1)  | Gravel        | Lucas Miedler | Roman Jebavý Matwé Middelkoop           | 7-5, 7-6          | details |
| 2.                               | 30 oktober 2022   | ATP Wenen          | Hardcourt (i) | Lucas Miedler | Santiago González Andrés Molteni        | 6-3, 7-6          | details |
| 3.                               | 4 maart 2023      | ATP Acapulco       | Hardcourt     | Lucas Miedler | Nathaniel Lammons Jackson Withrow       | 7-6(9), 7-6(3)    | details |
| 4.                               | 23 april 2023     | ATP München        | Gravel        | Lucas Miedler | Kevin Krawietz Tim Pütz                 | 6-3, 6-4          | details |
| 5.                               | 23 april 2023     | ATP Kitzbühel (2)  | Gravel        | Lucas Miedler | Gonzalo Escobar Oleksandr Nedovjesov    | 6–4, 6–4          | details |
| verloren finales herendubbelspel |                   |                    |               |               |                                         |                   |         |
| 1.                               | 9 april 2023      | ATP Marrakesh      | Gravel        | Lucas Miedler | Marcelo Demoliner Andrea Vavassori      | 4-6, 6-4, [10-12] | details |
| gewonnen challengers             |                   |                    |               |               |                                         |                   |         |
| 1.                               | 21 november 2021  | Helsinki           | Hardcourt (i) | Lucas Miedler | Harri Heliövaara Jean-Julien Rojer      | 6-3, 7-6          |         |
| 2.                               | 12 december 2021  | Forlì              | Hardcourt (i) | Lucas Miedler | Marco Bortolotti Sergio Martos Gornés   | 6-4, 6-2          |         |
| 3.                               | 20 februari 2022  | Bangalore          | Hardcourt     | Arjun Kadhe   | Saketh Myneni Ramkumar Ramanathan       | 6-3, 6-7, [10-7]  |         |
| 4.                               | 1 mei 2022        | Ostrava            | Gravel        | Lucas Miedler | Hunter Reese Sem Verbeek                | 7-6, 6-5          |         |
| 5.                               | 24 juli 2022      | Tampere            | Gravel        | Lucas Miedler | Karol Drzewiecki Patrik Niklas-Salminen | 7-6, 6-1          |         |
| 6.                               | 4 september 2022  | Como               | Gravel        | Lucas Miedler | Dustin Brown Julian Lenz                | 6-1, 7-6          |         |
| 7.                               | 10 september 2022 | Tulln an der Donau | Gravel        | Lucas Miedler | Zdeněk Kolář Denys Moltsjanov           | 6-3, 6-4          |         |
| 8.                               | 7 mei 2023        | Cagliari           | Gravel        | Lucas Miedler | Máximo González Andrés Molteni          | 7-6, 6-3          |         |